# Rouran
La rouran (en xinès: 柔然, en pinyin: róurán, Wade-Giles: Jou-jan), també anomenada ruanruan, tan-tan o juanjuan, fou una confederació de tribus nòmades, probablement mongoles, emparentades amb els sienpei.

## Etimologia
El seu nom, que els fou donat pels xinesos, és un joc de paraules pejoratiu que significa 'insectes desagradablement indecisos'.
Róurán es va utilitzar en fonts Tuoba-Xianbei com les ordres donades per l'emperador Taiwu de Wei del Nord. Significava quelcom semblant a "cuc retorçat" i s'utilitzava en un sentit despectiu.

## Història
Un dels seus caps, Xö-luen, va sotmetre vers el 402 una horda rival: els kao-kiu. Des de llavors, dominaren tot el Gobi septentrional, fins a la frontera de Corea, i l'Irtix fins prop de Qarashahr.
Els seus reis foren els primers que empraren el títol de kan o kakhan (el títol chan-yu era probablement turc). A principis del segle v, la dinastia Wei (Tabgatch), sota el rei Sseu (409-423), va rebutjar els rouran del nord de la Xina i després, cap al riu Groc, el 424, per obra del següent rei Wei Tao (423-452). Tao feu una nova expedició l'any següent (425), travessant el Gobi i arribant uns mesos després fins al Regne de Hia, el 426 i 427. El 429, una altra expedició de Tao contra els rouran va ser rebutjada amb greus pèrdues. Tao va atacar altra vegada els rouran el 443, i de nou el 449.
Vers el 500, algunes hordes es van separar del seu control. El 508, foren derrotats pels tolös (abans kao-kiu), que van derrotar al seu torn el 516 i van sotmetre'ls de nou. Una nova revolta fou aplanada el 521.
Vers el 520, els rouran dominaven des de Manxúria a Turfan i s'havien aliat als heftalites, que governaven sobre Semiretxe, Turquestan, Sogdiana, Iran oriental i Kabul fins a Merw i la mar d'Aral i fins al Panjab. El kan heftalita s'havia casat amb una tia del kan dels rouran, kan que es deia Anakuei. Una guerra civil per aquesta època entre Anakuei i el seu oncle (conegut només pel seu nom xinès de P'o-lo-men) els va debilitar; cada pretendent va tenir el suport d'algunes hordes, una de les orientals i l'altra de les occidentals. Anakuei s'hi va imposar (522-552), però des de llavors les hordes turques vassalles es van mostrar insubmises, especialment els kao-kiu, ara nomenats els tolös o töläch (que després foren els uigurs), però també d'altres. El tolös es van revoltar el 546 i van poder ser controlats, però tot seguit es van revoltar els T'ou-kiue (551). A la guerra que va seguir, els rouran van perdre Mongòlia davant aquests darrers. Els rouran es va haver de refugiar a la frontera de la Xina i els caps a la cort dels Pei Ts'i, successors dels Tong Wei, que van establir les hordes rouran com a vigilants a les marques frontereres.
Es pensa, per afinitats culturals i artístiques, que podrien estar emparentats amb els àvars que van envair Europa i foren destruïts per Carlemany, però molts erudits consideren que els àvars eren més probablement heftalites.